# Stanisław Korfanty
Stanisław Andrzej Korfanty (ur. 12 listopada 1957 w Piekarach Śląskich) – polski samorządowiec, od 2002 do 2014 prezydent Piekar Śląskich.

## Życiorys
Ukończył studia na Politechnice Śląskiej w Gliwicach, uzyskując tytuł zawodowy magistra inżyniera w zakresie elektroniki, a także podyplomowe studia na Akademii Ekonomicznej w Katowicach. Uzyskał licencje zarządcy nieruchomości i członka rad nadzorczych spółek Skarbu Państwa. Był dyrektorem siemianowickiego Centrum Leczenia Oparzeń.
W wyborach samorządowych w 2002 kandydował na prezydenta miasta Piekary Śląskie. W I turze otrzymał 6768 głosów (39,46%), w II turze dostał 9773 głosy (60,32%), pokonując dotychczasowego prezydenta Andrzeja Żydka. W wyborach samorządowych w 2006 skutecznie ubiegał się o reelekcję, zdobywając 13 266 głosów (65,78%) i zwyciężając w I turze. Również w 2010 wygrał w pierwszej turze. W 2014 nie uzyskał reelekcji, został natomiast wybrany na radnego rady miejskiej. Mandat radnego utrzymał również w 2018.
Jest żonaty, ma trzech synów. Mieszkaniec dzielnicy Dąbrówka Wielka.
W 2016 otrzymał Złoty Krzyż Zasługi.